# 102 (numero)
Centodue (102) è il numero naturale dopo il 101 e prima del 103.

## Proprietà matematiche
- È un numero pari.
- È un numero composto e ha i seguenti otto divisori: 1, 2, 3, 6, 17, 34, 51, 102. Poiché la loro somma (escluso il numero stesso) è 114 > 102 è un numero abbondante.
- È un numero semiperfetto in quanto pari alla somma di alcuni (o tutti) i suoi divisori.
- È un numero sfenico.
- È un numero di Harshad nel sistema numerico decimale.
- È un numero idoneo.
- È un numero di Ulam.
- È la somma di quattro numeri primi consecutivi: 19 + 23 + 29 + 31.
- È parte delle terne pitagoriche (48, 90, 102), (102, 136, 170), (102, 280, 298), (102, 864, 870), (102, 2600, 2602).
- È un numero palindromo e un numero a cifra ripetuta nel sistema numerico esadecimale.
- È un numero ondulante nel sistema di numerazione posizionale a base 4 (1212).
- È un numero intero privo di quadrati.
- È un numero congruente.

## Astronomia
- 102P/Shoemaker è una cometa periodica del sistema solare.
- 102 Miriam è un asteroide della fascia principale del sistema solare.
- NGC 102 è una galassia della costellazione della Balena.

## Astronautica
- Cosmos 102 è un satellite artificiale russo.

## Chimica
- È il numero atomico del Nobelio (No), un attinoide.

## Cinema
- La carica dei 102 - Un nuovo colpo di coda è il titolo di un film.